# خوان إغناثيو ماري
خوان إغناثيو ماري (بالإسبانية: Juan Ignacio Mare) هو لاعب كرة قدم أرجنتيني في مركز الهجوم، ولد في 3 مايو 1995 في قرطبة في الأرجنتين. لعب مع نادي بويبلا.

## وصلات خارجية
- خوان إغناثيو ماري على موقع قاعدة بيانات كرة القدم.إي يو (الإنجليزية)
- خوان إغناثيو ماري على موقع Soccerway.com (الإنجليزية)